# Ptychohyla hypomykter
Ptychohyla hypomykter är en groddjursart som beskrevs av James R. McCranie och Wilson 1993. Ptychohyla hypomykter ingår i släktet Ptychohyla och familjen lövgrodor. IUCN kategoriserar arten globalt som akut hotad. Inga underarter finns listade i Catalogue of Life.